# Creys-Mépieu
Creys-Mépieu est une commune française située dans le département de l'Isère, en région Auvergne-Rhône-Alpes.
Issue de la fusion de deux communes en 1989, toutes deux anciennes paroisses de la province royale du Dauphiné durant l'Ancien Régime, la commune de Creys-Mépieu est adhérente à la communauté de communes Les Balcons du Dauphiné dont le siège est fixé à Arandon-Passins.
Son territoire abrite notamment le site nucléaire de Creys-Malville, connu sous le nom de Superphénix, situé en bordure du Rhône. Il héberge également le château de Mérieu qui fait l'objet d'une inscription au titre des monuments historiques.
Ses habitants sont dénommés les Creypieulans.

## Géographie

### Situation et description
Située dans la partie septentrionale du département de l'Isère, au nord des agglomérations de Morestel et de La Tour-du-Pin, la commune de Creys-Mépieu, créée par l'union des anciennes communes de Creys-et-Pusignieu et de Mépieu, se positionne plus précisément dans une région de collines en bordure orientale d'un plateau calcaire en forme de triangle dénommé l'Isle-Crémieu.

### Géologie
Ce secteur de l'Isle Crémieu auquel appartient Creys-Mépieu (mais aussi Courtenay et Optevoz) abrite une masse d’eau importante avec des affleurements calcaire jurassiques et des moraines datant de la dernière galaciation.

### Climat
Pour des articles plus généraux, voir Climat d'Auvergne-Rhône-Alpes et Climat de l'Isère.
En 2010, le climat de la commune est de type climat des marges montargnardes, selon une étude du Centre national de la recherche scientifique s'appuyant sur une série de données couvrant la période 1971-2000. En 2020, Météo-France publie une typologie des climats de la France métropolitaine dans laquelle la commune est exposée à un climat de montagne ou de marges de montagne et est dans la région climatique  Alpes du nord, caractérisée par une pluviométrie annuelle de 1 200 à 1 500 mm, irrégulièrement répartie en été. 
Pour la période 1971-2000, la température annuelle moyenne est de 11,4 °C, avec une amplitude thermique annuelle de 17,9 °C. Le cumul annuel moyen de précipitations est de 1 215 mm, avec 10,3 jours de précipitations en janvier et 7,3 jours en juillet. Pour la période 1991-2020, la température moyenne annuelle observée sur la station météorologique de Météo-France la plus proche, « Montagnieu », sur la commune de Montagnieu à 7 km à vol d'oiseau, est de 12,4 °C et le cumul annuel moyen de précipitations est de 1 099,9 mm,. Pour l'avenir, les paramètres climatiques de la commune estimés pour 2050 selon différents scénarios d'émission de gaz à effet de serre sont consultables sur un site dédié publié par Météo-France en novembre 2022.

### Hydrographie
Le territoire communal est bordé dans sa partie orientale par le Rhône, un des principaux fleuves français et européen long de 812 kilomètres. Le territoire est également parsemé de divers plans d'eau, dont l'étang de la Save dont l'émissaire, du même nom et d'une longueur de 12,5 km, rejoint le Rhône à Brangues.

### Voies de communication

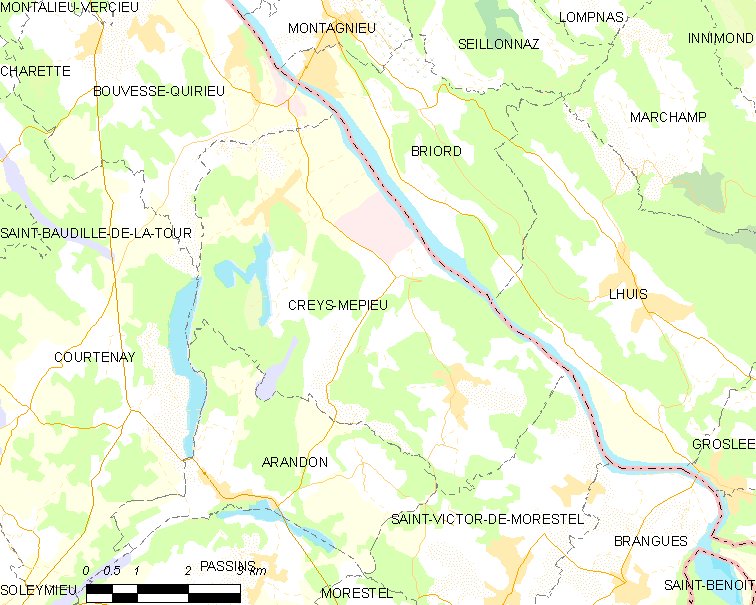
Plan de la commune de Crey-Mépieu et des communes limitrophes.

Le territoire communal est situé à l'écart des grands axes routiers. Il est cependant traversé par la RD 14a qui relie la RD 1075 (ancienne route nationale 75 qui relie Grenoble à Bourg-en-Bresse) à la RD 19 après avoir traversé le Rhône en aval du site de l'ancienne centrale de Creys-Malville.
L’autoroute la plus proche est l'autoroute A43, une voie autoroutière qui relie l'agglomération lyonnaise à Modane. La sortie la plus proche est la sortie no 9, située à 16 km de la ville, au sud de la ville de La Tour-du-Pin.
Depuis la disparition de la ligne de Chemin de fer de l'Est de Lyon et la fermeture de la gare de Poleyrieu - Mépieu, la gare ferroviaire la plus proche est la gare de La Tour-du-Pin, desservie par des trains TER Auvergne-Rhône-Alpes.

## Urbanisme

### Typologie
Au 1er janvier 2024, Creys-Mépieu est catégorisée commune rurale à habitat dispersé, selon la nouvelle grille communale de densité à sept niveaux définie par l'Insee en 2022.
Elle est située hors unité urbaine et hors attraction des villes,.

### Occupation des sols
L'occupation des sols de la commune, telle qu'elle ressort de la base de données européenne d’occupation biophysique des sols Corine Land Cover (CLC), est marquée par l'importance des territoires agricoles (44,6 % en 2018), en diminution par rapport à 1990 (45,5 %). La répartition détaillée en 2018 est la suivante : 
forêts (37,6 %), terres arables (18,8 %), zones agricoles hétérogènes (17,9 %), prairies (7,9 %), eaux continentales (5,5 %), milieux à végétation arbustive et/ou herbacée (4 %), zones urbanisées (3,8 %), mines, décharges et chantiers (2,5 %), zones industrielles ou commerciales et réseaux de communication (1 %), zones humides intérieures (0,9 %). L'évolution de l’occupation des sols de la commune et de ses infrastructures peut être observée sur les différentes représentations cartographiques du territoire : la carte de Cassini (XVIIIe siècle), la carte d'état-major (1820-1866) et les cartes ou photos aériennes de l'IGN pour la période actuelle (1950 à aujourd'hui).

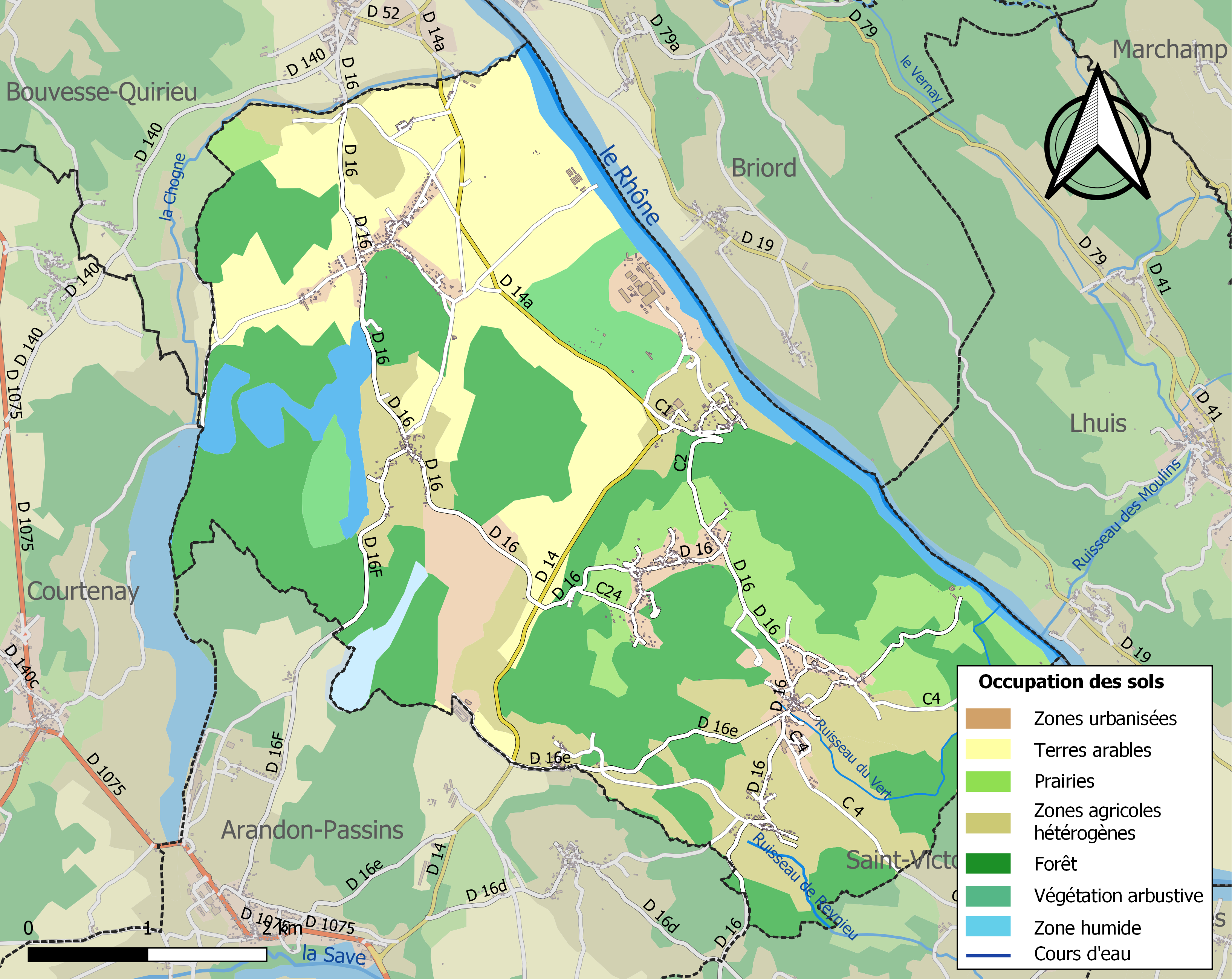
Carte des infrastructures et de l'occupation des sols de la commune en 2018 (CLC).

### Morphologie urbaine

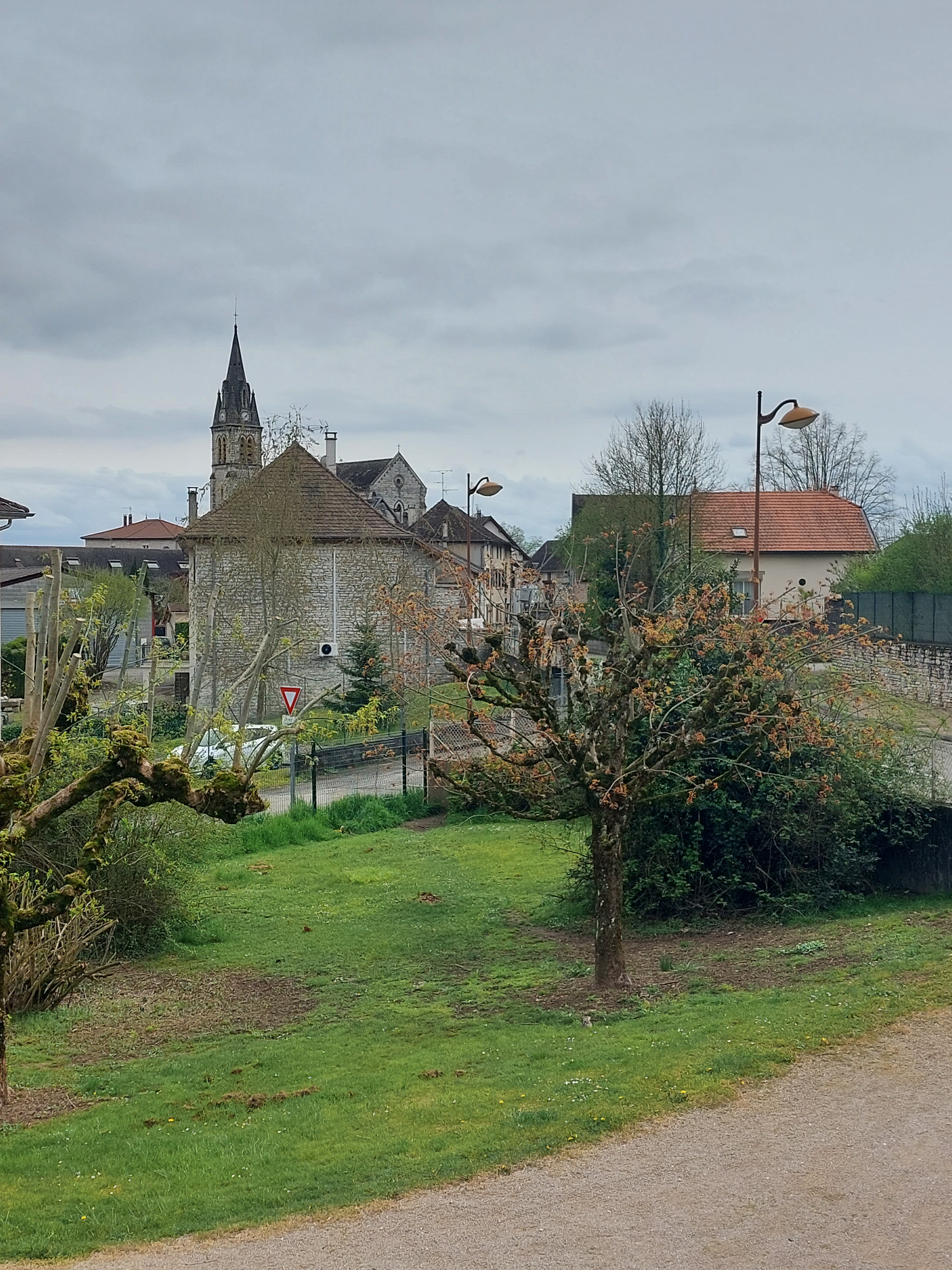
Vue de Creys, de la Grande Rue.

Selon le site de la mairie, les maisons anciennes y sont généralement construites en pierre, matériau abondant dans le sous-sol. Certaines demeures portent les mantelures, escaliers de pierre sur le toit, ou le toit dauphinois à quatre pans fortement inclinés.

### Hameaux, lieux-dits et écarts
Voici, ci-dessous, la liste la plus complète possible des divers hameaux, quartiers et lieux-dits résidentiels urbains comme ruraux, ainsi que les écarts qui composent le territoire de la commune de Creys-Mépieu présentés selon les références toponymiques fournies par le site géoportail de l'Institut géographique national.
| - le Devin - Faverges - Malville - Mépieu - Pusignieu - Mérieu (château) - les Gouverdières - le Poulet | - Creys - Bran - la Gorge - le Devau - la Cantonnière - Daleygneu - les Barmes - Quincieu | - Chantabeau - les Mollards - l'Ucle - Bracon - la Mollière - les Chavettes - le Bessay - Durapé |

### Risques naturels et technologiques

#### Risques sismiques
L'ensemble du territoire de la commune de Creys-Mépieu est situé en zone de sismicité n°3 (sur une échelle de 1 à 5), comme la plupart des communes de son secteur géographique.
| Type de zone | Niveau            | Définitions (bâtiment à risque normal) |
| ------------ | ----------------- | -------------------------------------- |
| Zone 3       | Sismicité modérée | accélération = 1,1 m/s2                |

#### Autres risques
Le PLU évoque des inondations de plaine (liées aux crues du Rhône).

## Histoire

La place de Creys en 1913.

### Antiquité et Moyen Âge
La région de l'Isle Crémieu se situe dans la partie occidentale du territoire antique des Allobroges, ensemble de tribus gauloises occupant l'ancienne Savoie, ainsi que la partie du Dauphiné, située au nord de la rivière Isère.

### Époque contemporaine
Entre 1790 et 1794, Creys fusionne avec Pusignieu pour former la commune de Creys-et-Pusignieu.
Créée par un arrêté préfectoral du 11 août 1994, Creys Mépieu est née de la fusion des communes de Creys-Pusignieu et de Mépieu qui étaient associées depuis le 29 septembre 1989.

## Politique et administration

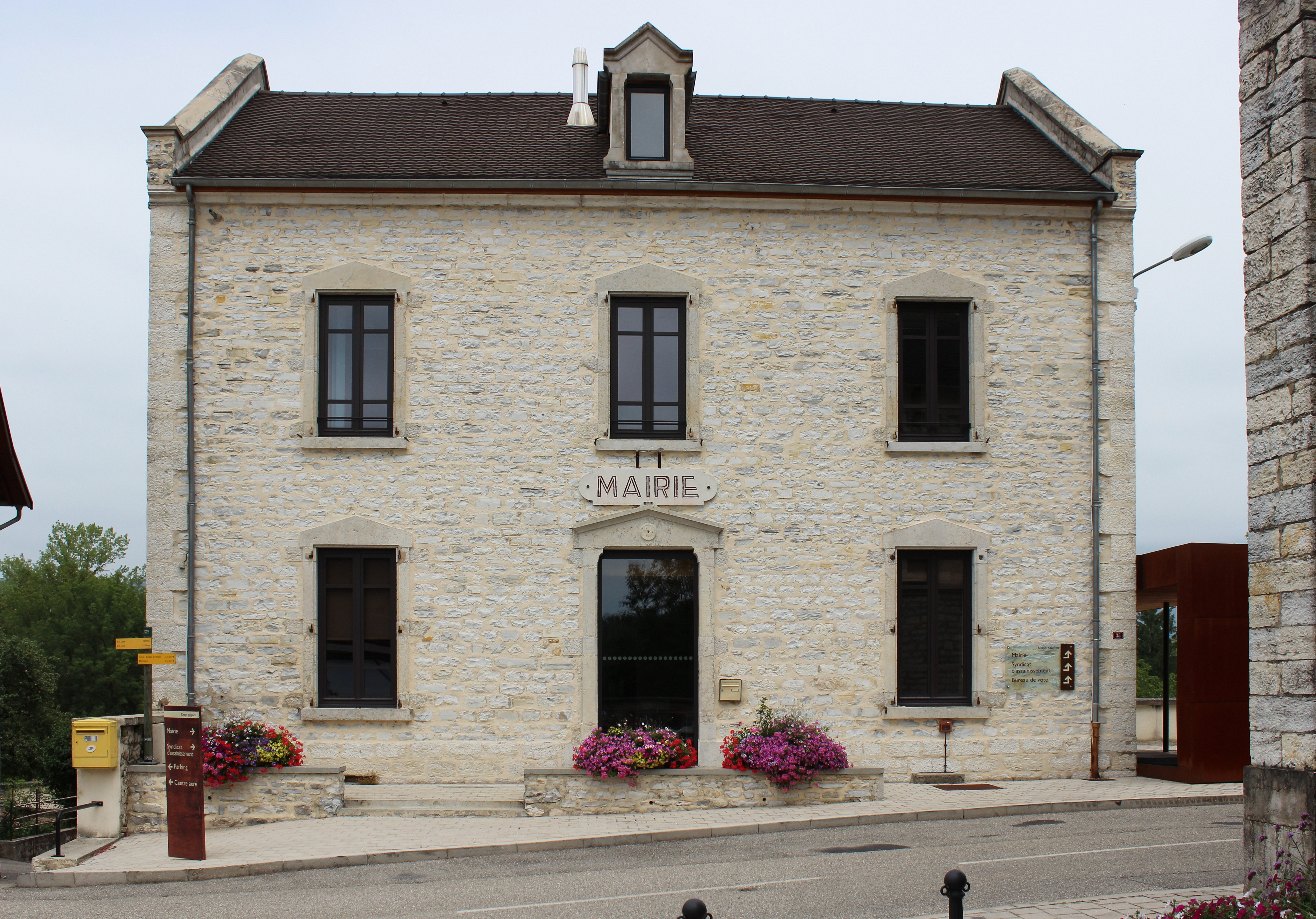
Mairie de Creys-Mépieu

### Liste des maires
| Période                                  | Période  | Identité        | Étiquette | Qualité |
| ---------------------------------------- | -------- | --------------- | --------- | --- |
| Les données manquantes sont à compléter. |          |                 |           | |
| mars 2001                                | En cours | Olivier Bonnard | UMP-LR    | Employé Président de la communauté de communes du Pays des Couleurs (→ 2016) Président de la communauté de communes Les Balcons du Dauphiné (2017 → 2020) Conseiller départemental du canton de Morestel depuis juillet 2020 |

## Population et société

### Démographie
L'évolution du nombre d'habitants est connue à travers les recensements de la population effectués dans la commune depuis 1793. Pour les communes de moins de 10 000 habitants, une enquête de recensement portant sur toute la population est réalisée tous les cinq ans, les populations de référence des années intermédiaires étant quant à elles estimées par interpolation ou extrapolation. Pour la commune, le premier recensement exhaustif entrant dans le cadre du nouveau dispositif a été réalisé en 2007.

En 2022, la commune comptait 1 576 habitants, en évolution de +3,48 % par rapport à 2016 (Isère : +3,07 %, France hors Mayotte : +2,11 %).
| 1793 | 1800 | 1806 | 1821 | 1831 | 1836 | 1841 | 1846 | 1851 |
| ---- | ---- | ---- | ---- | ---- | ---- | ---- | ---- | ---- |
| 586  | 673  | 727  | 711  | 797  | 836  | 819  | 888  | 883  |

| 1856 | 1861 | 1866 | 1872 | 1876 | 1881 | 1886 | 1891 | 1896 |
| ---- | ---- | ---- | ---- | ---- | ---- | ---- | ---- | ---- |
| 885  | 903  | 899  | 867  | 883  | 833  | 815  | 802  | 720  |

| 1901 | 1906 | 1911 | 1921 | 1926 | 1931 | 1936 | 1946 | 1954 |
| ---- | ---- | ---- | ---- | ---- | ---- | ---- | ---- | ---- |
| 666  | 618  | 586  | 533  | 512  | 459  | 452  | 436  | 417  |

| 1962 | 1968 | 1975 | 1982 | 1990 | 1999  | 2006  | 2007  | 2012  |
| ---- | ---- | ---- | ---- | ---- | ----- | ----- | ----- | ----- |
| 393  | 408  | 373  | 671  | 959  | 1 091 | 1 295 | 1 323 | 1 512 |

| 2017  | 2022  | - | - | - | - | - | - | - |
| ----- | ----- | - | - | - | - | - | - | - |
| 1 503 | 1 576 | - | - | - | - | - | - | - |

### Enseignement
La commune est rattachée à l'académie de Grenoble.
À la rentrée scolaire 2020/201, le groupe scolaire de Creys-Mépieu se compose de deux structures : l'école maternelle (comprenant deux classes) et l'école primaire (comprenant quatre classes).

### Médias
Historiquement, le quotidien à grand tirage Le Dauphiné libéré consacre, chaque jour, y compris le dimanche, dans son édition du Nord-Isère, un ou plusieurs articles à l'actualité à la communauté de communes, ainsi que des informations sur les éventuelles manifestations locales, les travaux routiers, et autres événements divers à caractère local.
La commune est située sur l'aire de diffusion de radio Ici Isère, une radio publique qui émet sur tout le territoire du département de l'Isère.

### Cultes

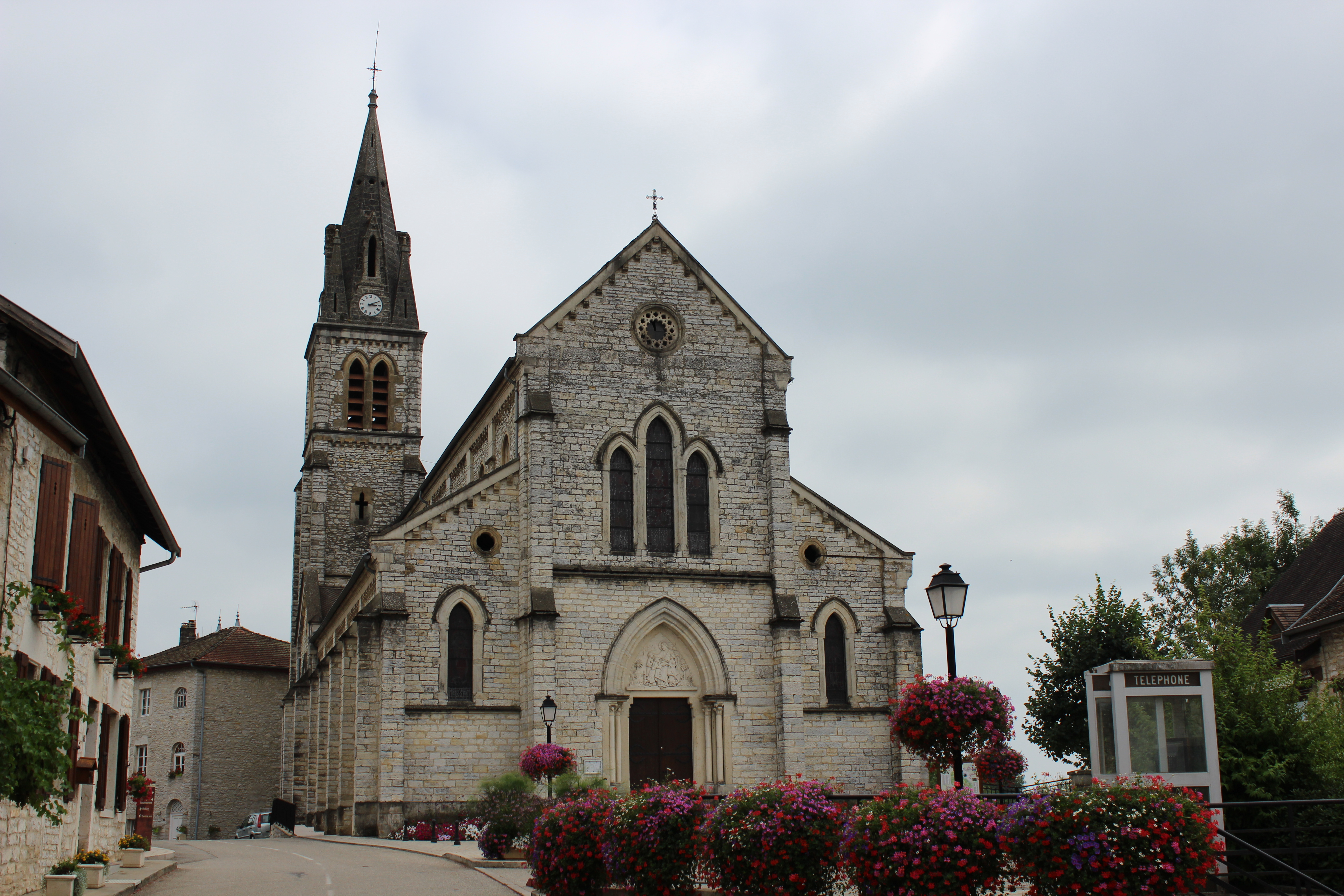
Église de Creys.

La communauté catholique et l'église de la commune sont desservies par la paroisse « Saint-Pierre du Pays des Couleurs » qui regroupe vingt-sept églises de la région du nord-Isère.

## Économie

### Secteur agricole
L'agriculture correspond à une part principale de l'activité économique de Creys-Mépieu. Tous types d'agriculture cohabitent sur la commune (une dizaine), allant de l'agriculture biologique à l'agriculture conventionnelle.
La coopérative d'utilisation de matériel agricole en commun (CUMA) est créée en 1991. Elle est le fruit d'un travail collaboratif entre les agriculteurs de la commune ainsi que de certaines communes aux alentours, afin de mutualiser le matériel agricole pour plus de rentabilité et ainsi pouvoir investir plus rapidement, dans un matériel plus adapté au travail de chacun et plus diversifié. Elle est surtout reconnue pour la coopération entre agriculteurs, avec notamment la necessité d'un travail planifié et d'entraide entre paysans.
Aujourd'hui la CUMA, cultive 600 hectares parsemés sur toute la commune.
Chaque année, certains agriculteurs mutualisent leurs forces dans la production de maïs semence (activité agricole dominante), embauchant une centaine de jeunes entre 16 et 25 ans pour l'épuration des maïs semence.

### Secteur industriel

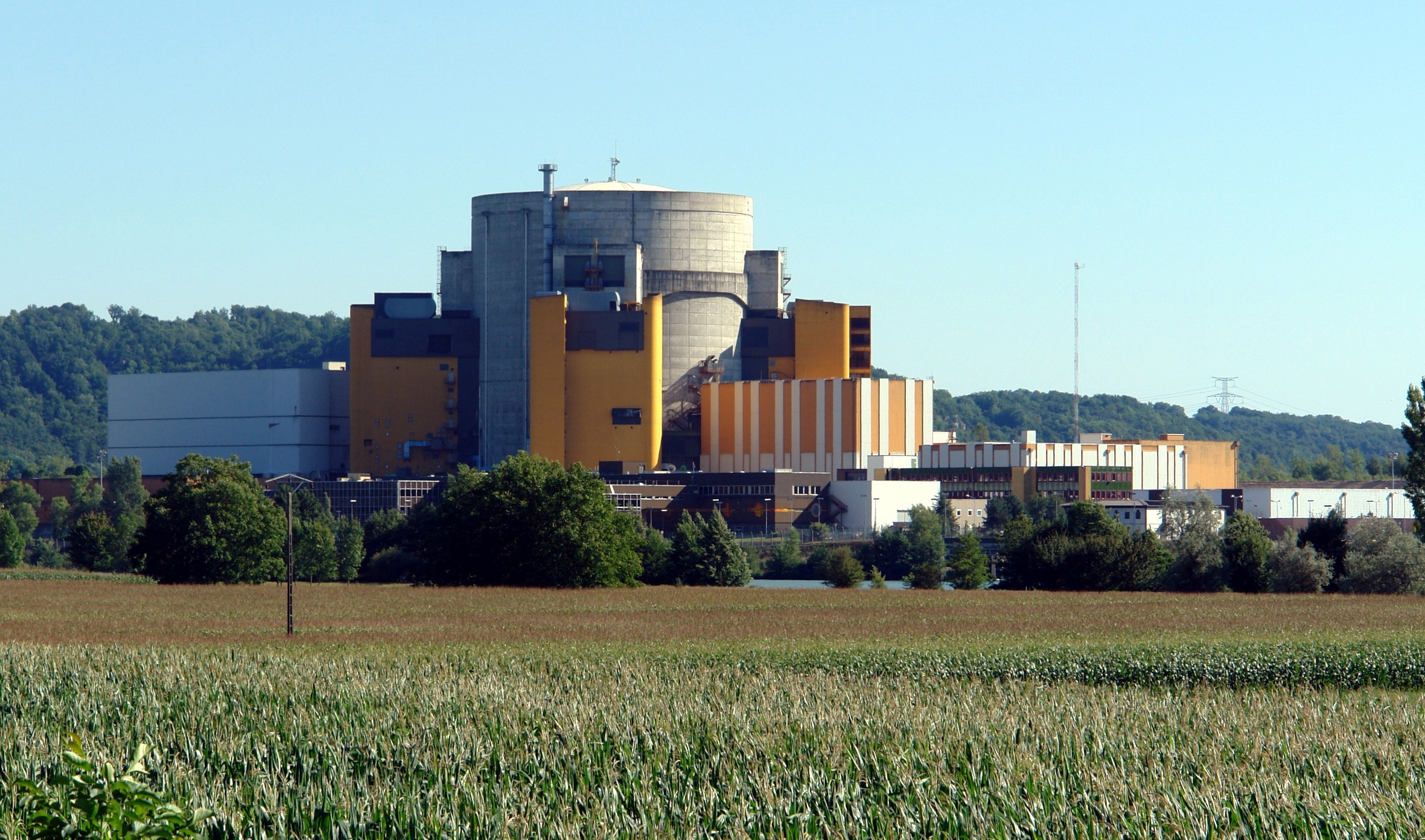
Reacteur est du Superphénix.

La commune comprend divers industries notamment une carrière PERRIN aux alentours de Mépieu, et le site EDF de la centrale nucléaire Superphénix de Creys-Malville, prototype industriel de la filière des réacteurs à neutrons rapides et à calo-porteur sodium de grande puissance 1 200 MW électrique.

### Artisans et commerçants
L'artisanat est prépondérant dans la commune, il contient de bien nombreuses activités allant de l'horticulture, jusqu'au travaux dans le bâtiment (maçonnerie, carreleur, terrassement..), en passant par une entreprise d'infusion, un horticulteur...

## Culture locale et patrimoine

### Lieux et monuments

#### Château de Mérieu
Le château de Mérieu, qui fait l'objet d'une inscription au titre des monuments historiques par arrêté du 9 juin 1987, est situé sur une terrasse dominant le Rhône et faisant face aux monts du Bugey, à l'entrée du défilé de Malarage, à deux kilomètres à l'est du village de Creys.

#### Autres monuments
- Église paroissiale Saint-Maurice de Creys (datant de la fin du XIXe siècle) ;
- Église paroissiale Saint-Pierre de Mépieu (datant du XIIIe siècle et reconstruite en grande partie au XIXe siècle) ;
- Monuments aux morts de Creys et de Mépieu ;
- Château fort de la Poype, du XIIe siècle[28] ;
- Maison forte de Rochevieille, du XIIIe siècle[28] ;
- Monastère de Saint-Alban, du XIIe ou XIIIe siècle[28] ;
- Château de Mépieu, du XVe au XIXe siècle[28].

Quelques photos de la façade des monuments de Creys-Mépieu
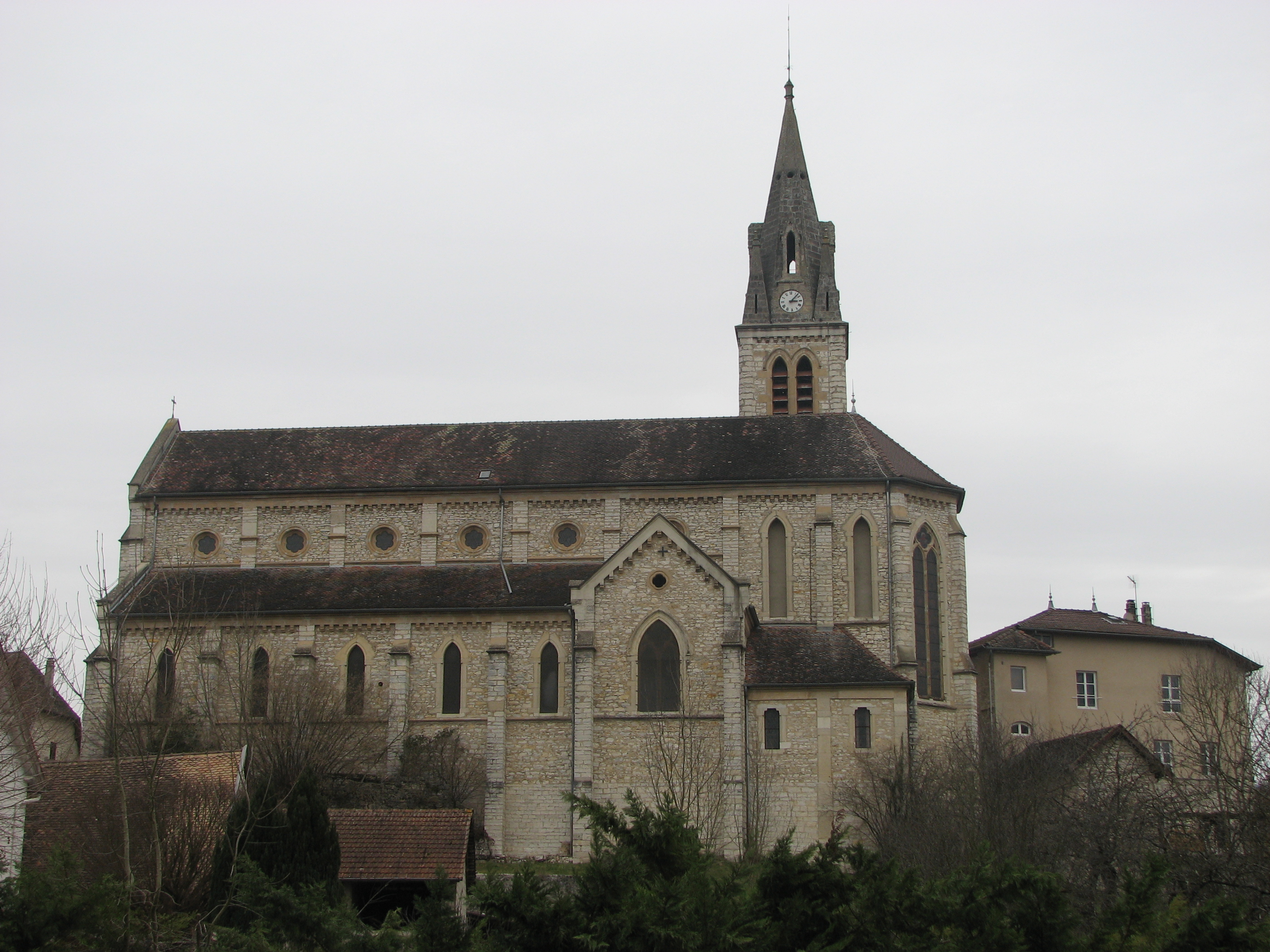
Église de Creys
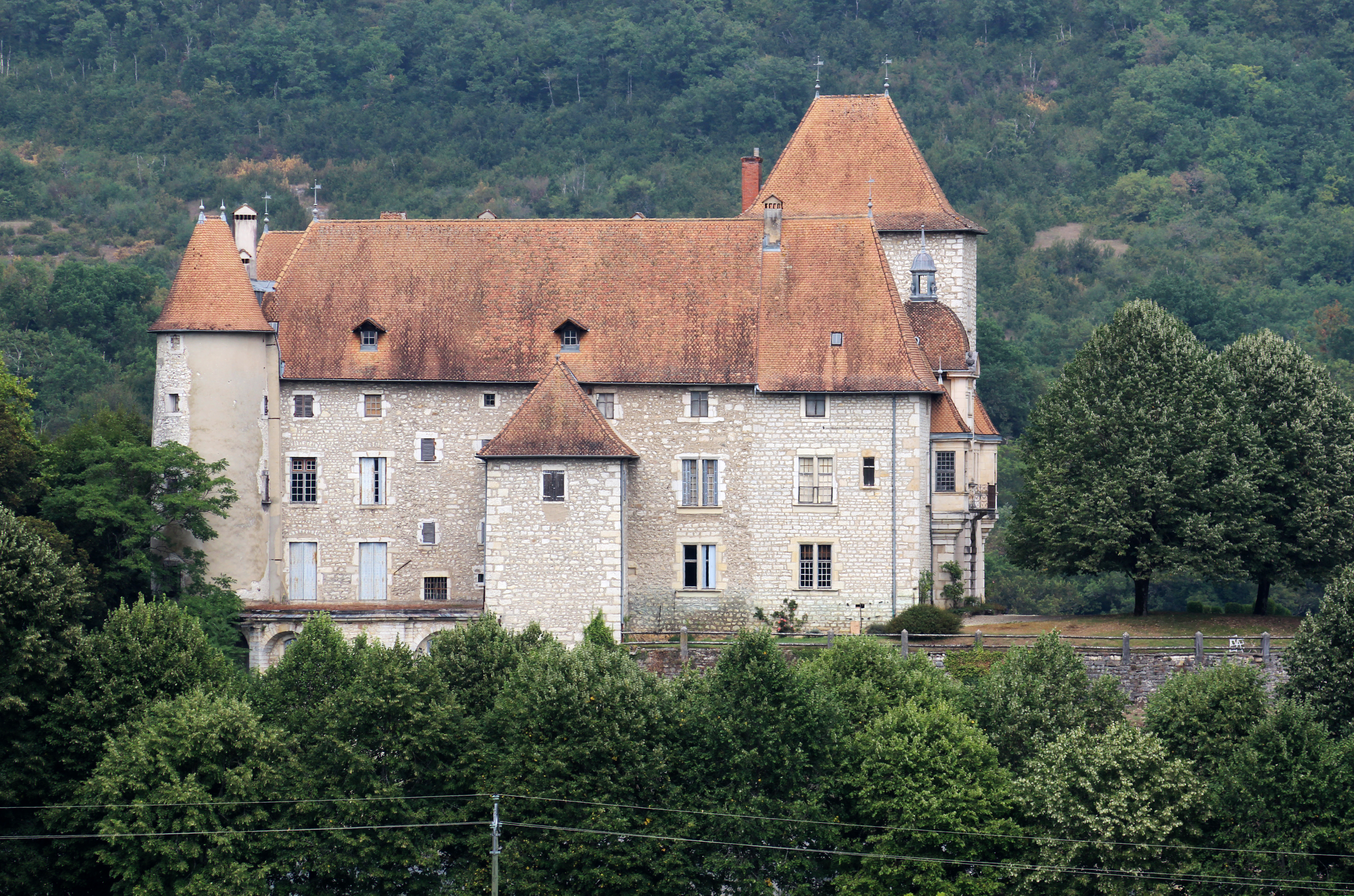
Château de Mérieu
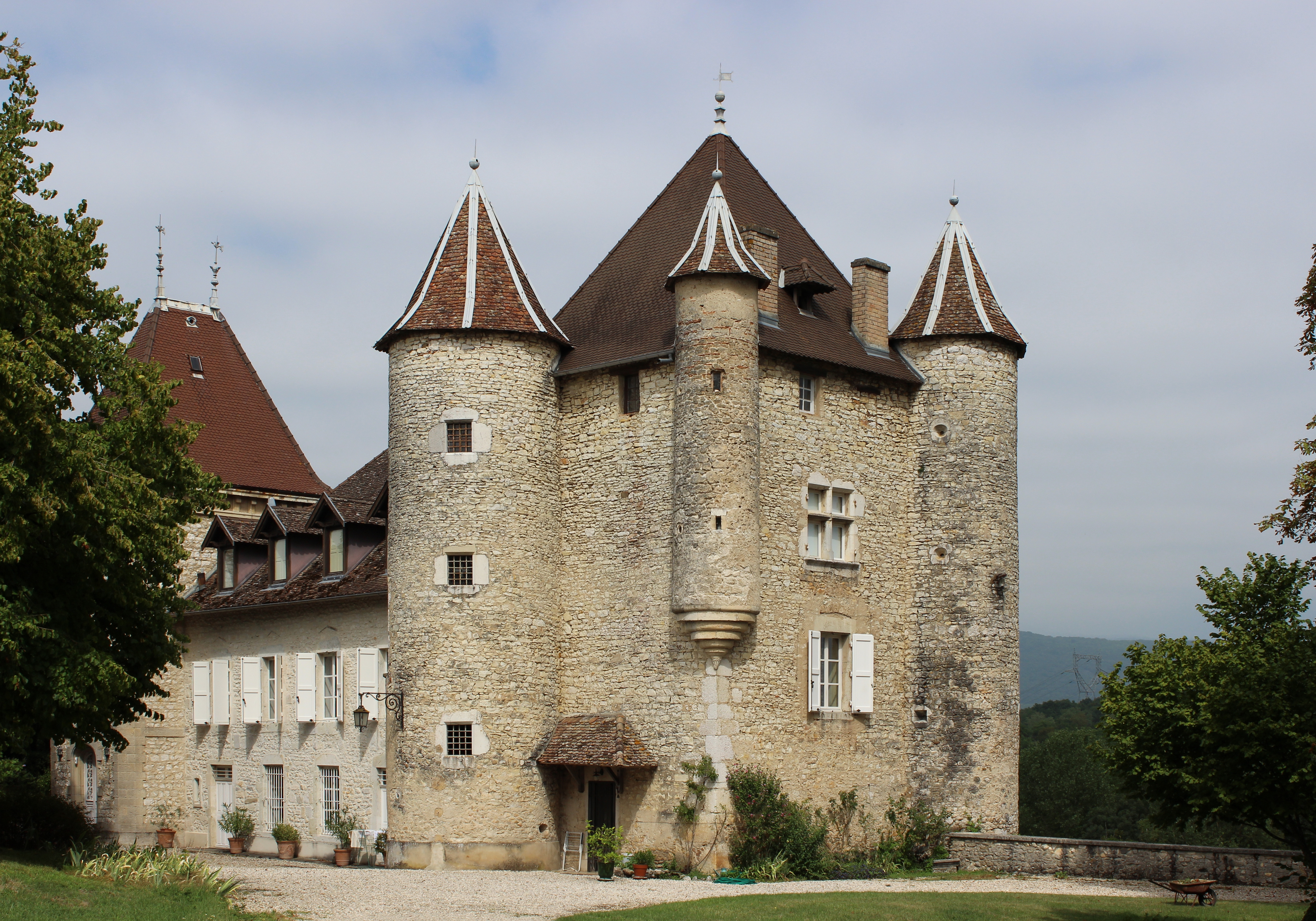
Château de Mépieu
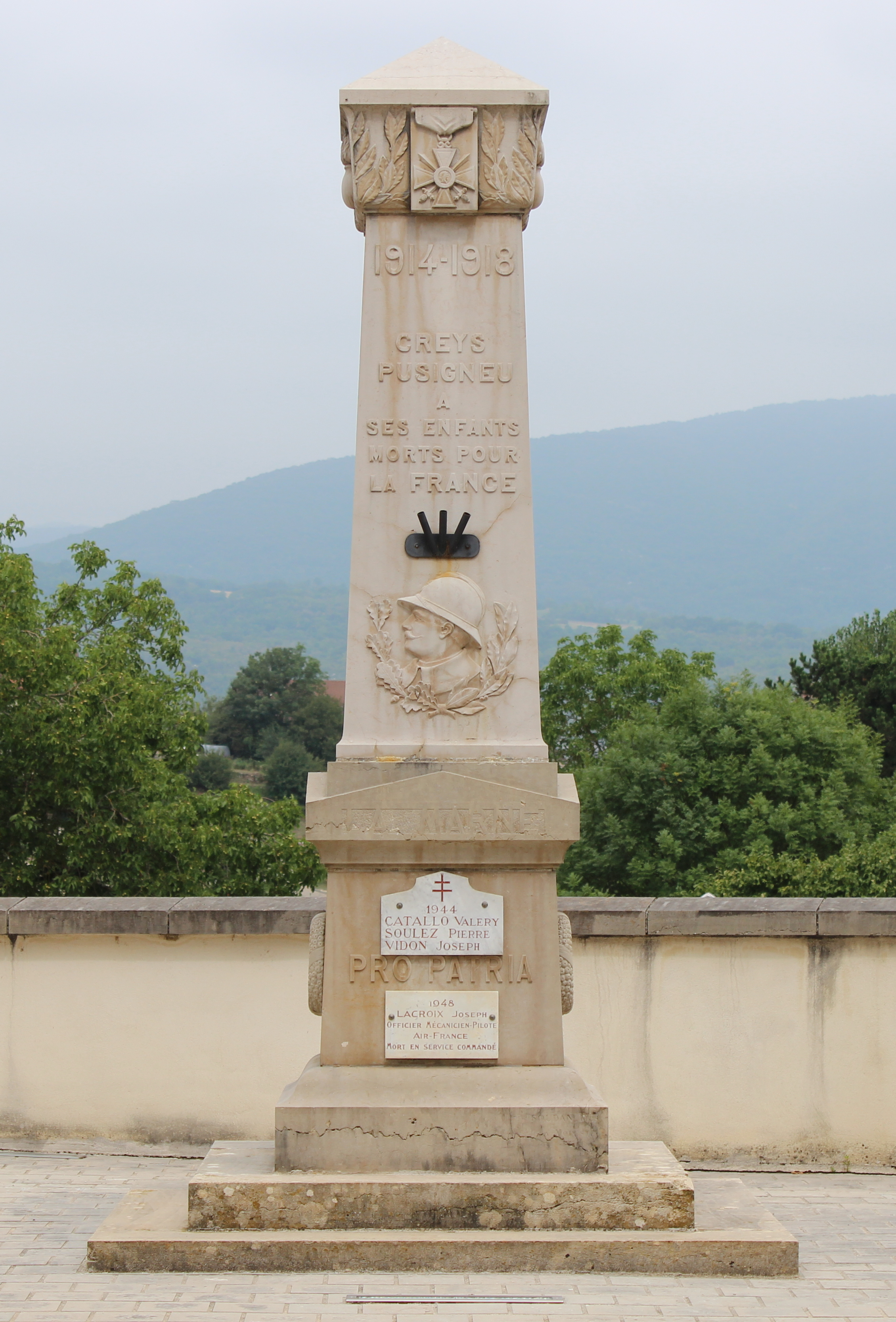
Monument aux morts de Creys
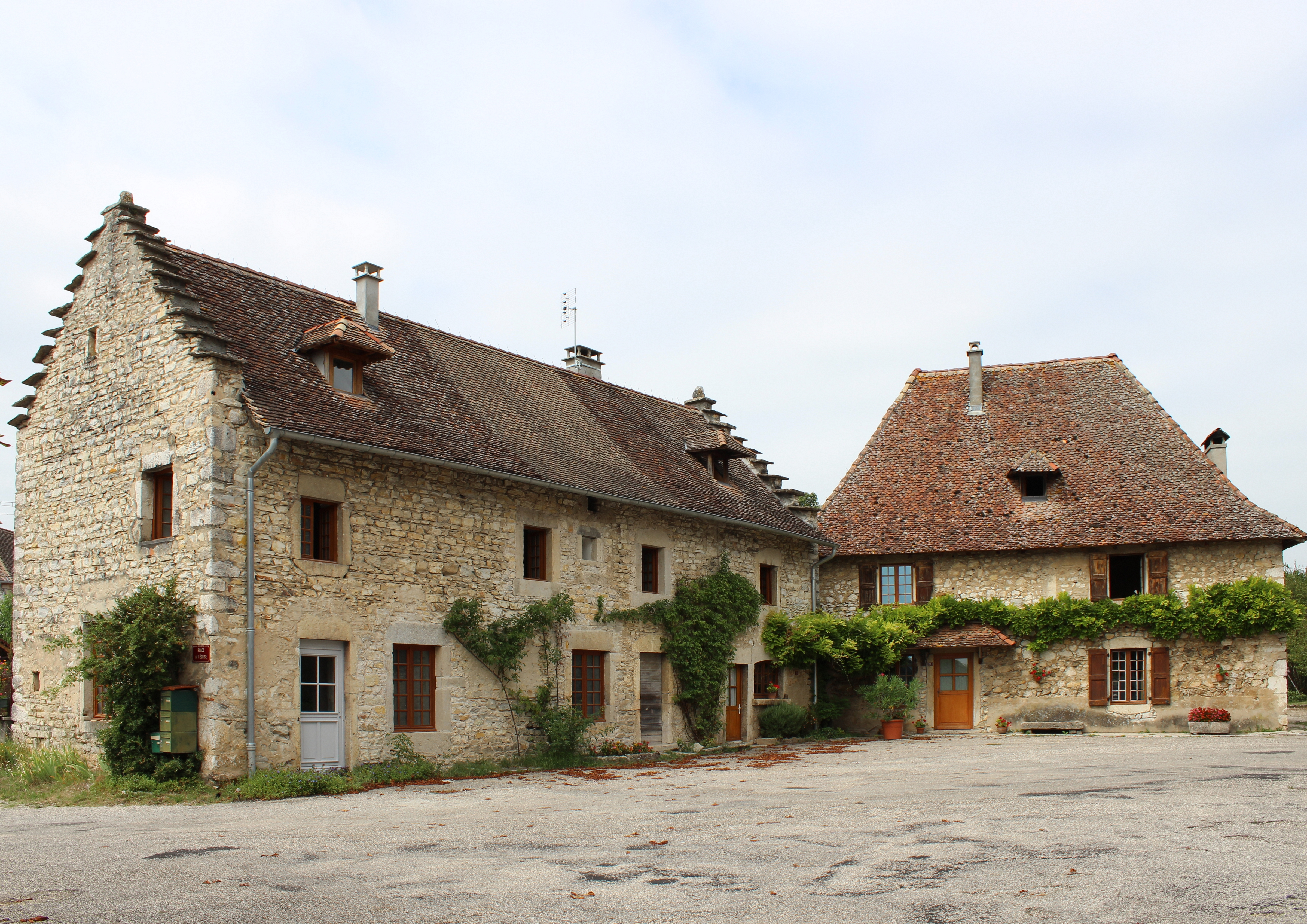
Vieilles maisons dans Mépieu
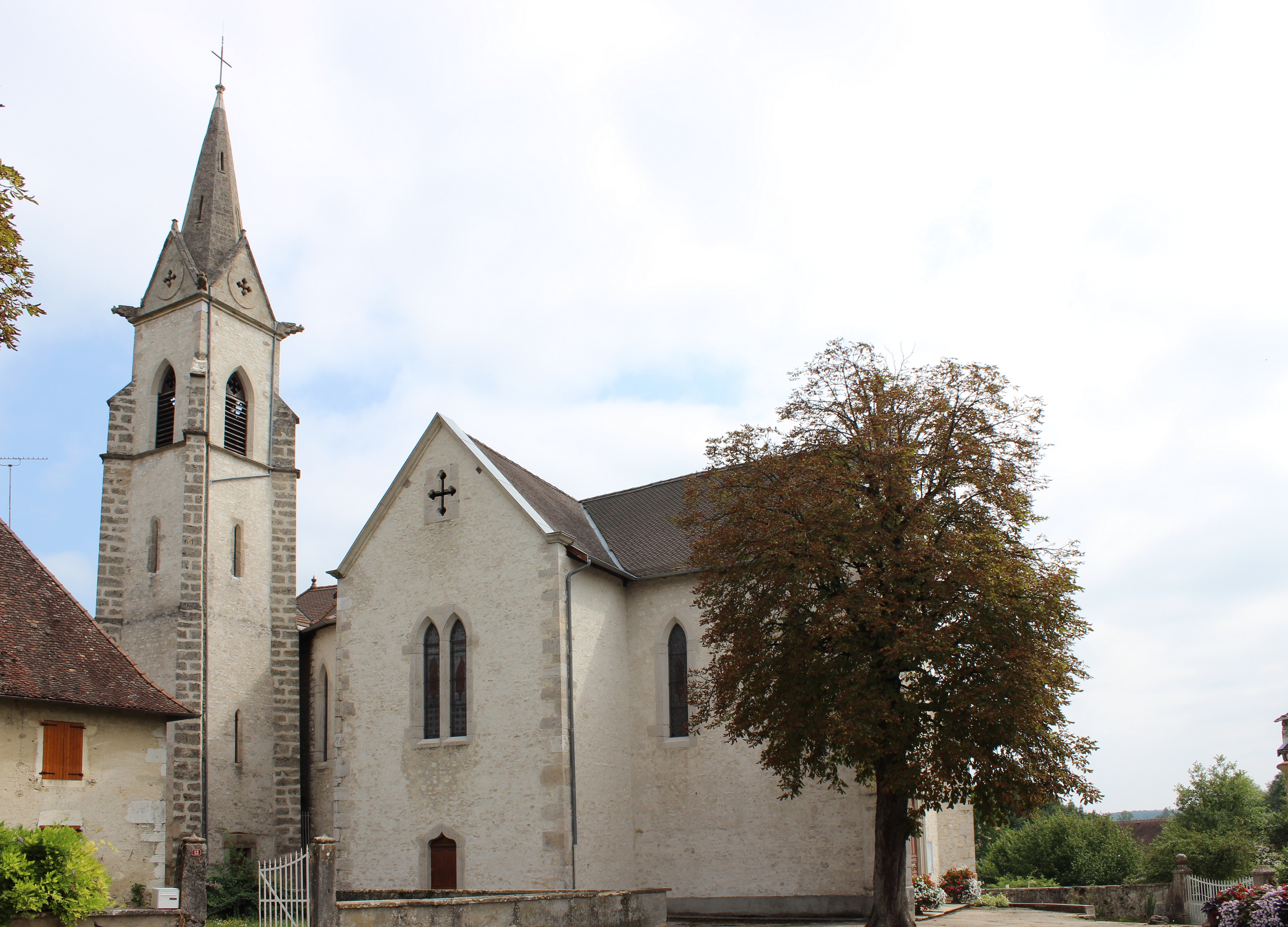
Église de Mépieu
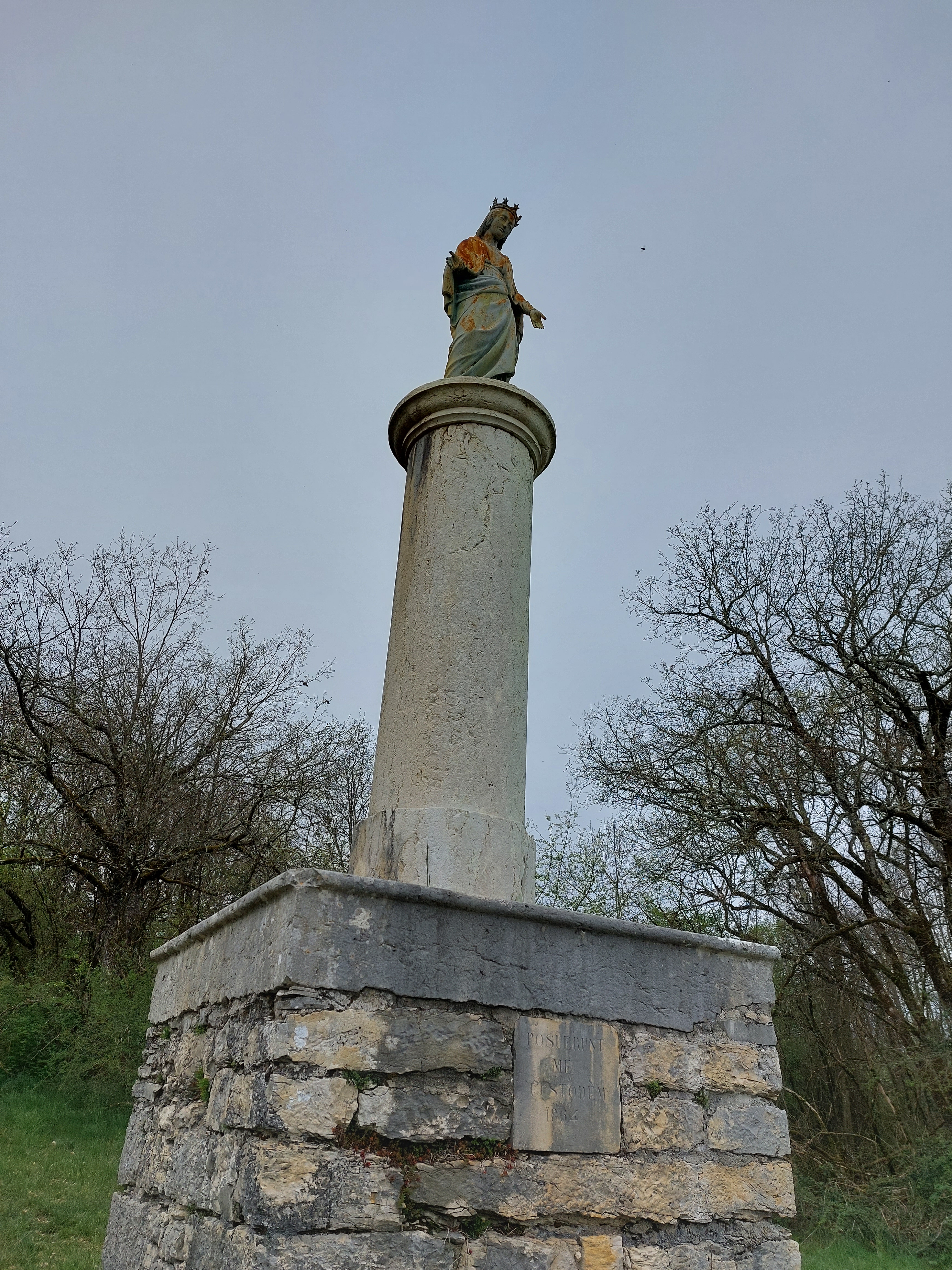
Colonne de la Vierge à Creys

### Sites naturels
- Défilé de Malarage sur le Rhône.
- Réserve naturelle régionale des Étangs de Mépieu

Cette réserve naturelle, Proche du Rhône, est gérée par l'Association Nature Nord Isère « Lo Parvi ».
Le site est inclus dans la ZNIEFF de type I no 3830-2407 ainsi que dans le site Natura 2000 de l'Isle Crémieu.

### Espaces verts et fleurissement
En mars 2017, la commune confirme le niveau « deux fleurs » au concours des villes et villages fleuris, ce label récompense le fleurissement de la commune au titre de l'année 2016.
En 2014, la commune avait obtenu « une fleur ».

### Personnalités liées à la commune
- Vital Michalon (1946-1977), militant anarchiste et antinucléaire tué par les forces de l'ordre lors de la manifestation à Creys-Malville en 1977.

### Héraldique
|  | Creys-Mépieu possède des armoiries dont l'origine et le blasonnement exact ne sont pas disponibles. |